# Крцаніська битва
Крцаніська битва (битва при Крцанісі; груз. კრწანისის ბრძოლა; перс. نبرد کرتسانیسی) — битва між армією Каджарського Ірану та грузинськими арміями Картлі-Кахетинського та Імеретинського царств, яка відбувалась з 8 по 11 вересня 1795 року біля села Крцанісі поблизу Тбілісі.
Відбувалась під час війни Аги Мохаммеда Хан Каджара у відповідь на союз грузинського царя Іраклія II з Російською імперією. Битва завершилася рішучою поразкою грузинів, захопленням і повним руйнуванням їхньої столиці Тбілісі, а також тимчасовим поглинанням східної Грузії Іраном
Грузія очікувала вторгнення хана Ага Мохаммеда, і мала можливість зібрати велику армію, проте Іраклій II не вжив підготовчих заходів в очікуванні російської допомоги. Грузинські воєначальники вирішили використати рельєф місцевості і не дати ворогу використати всі свої сили одразу.
8 вересня 1795 року на околиці Тбілісі, в районі села Крцанісі, розгорілася битва між 35-тисячною іранською армією Ага Мохаммеда та 5-тисячною армією Іраклія II, якому прийшла на допомогу 2-тисячна імеретинська армія царя Соломона II. Протягом двох днів грузини відбивали всі іранські атаки, але 11 вересня Ага Мохаммед особисто очолив наступ. В результаті іранська армія форсувала річку Куру і розгромила грузинські війська. Лише 150 грузинів врятувалися, решта були вбиті.

## Див. також

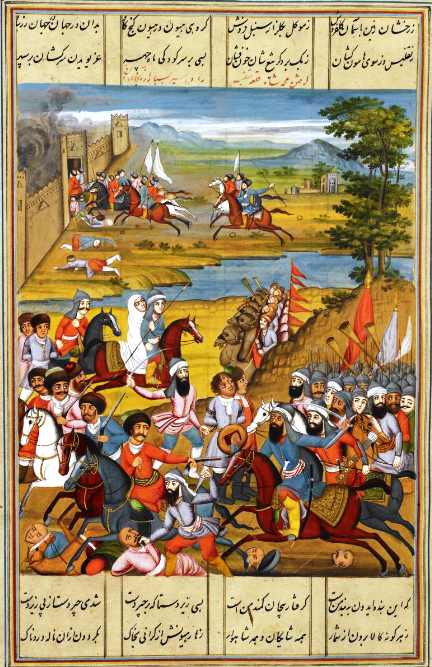
Захоплення Тбілісі ханом Ага Мохаммедом. Перська мініатюра епохи Каджарів. Британська бібліотека.